# Xylopia brasiliensis
Xylopia brasiliensis är en kirimojaväxtart som beskrevs av Spreng.. Xylopia brasiliensis ingår i släktet Xylopia och familjen kirimojaväxter. Inga underarter finns listade i Catalogue of Life.

## Bildgalleri

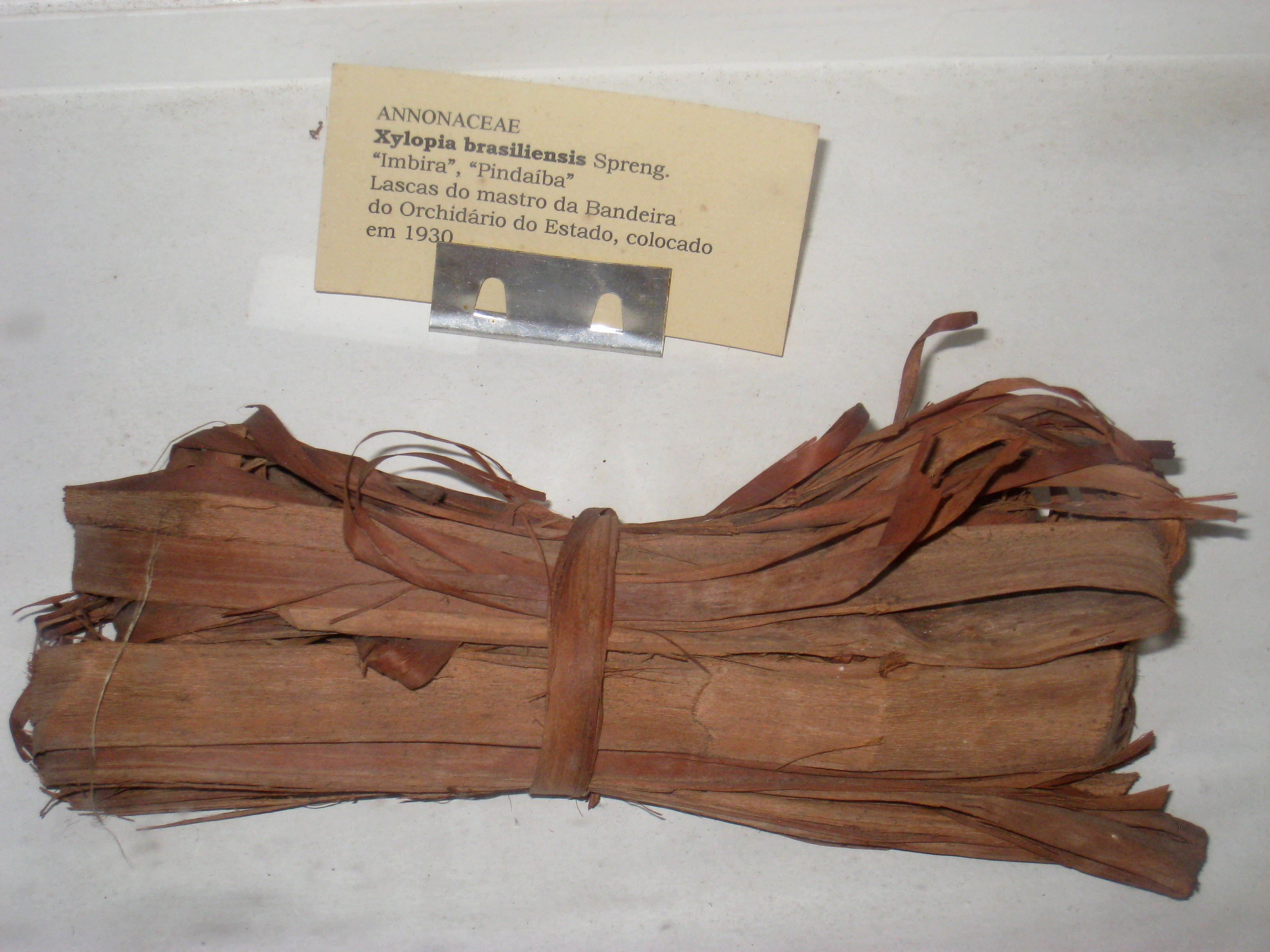